# Gonomyia trionyx
Gonomyia trionyx är en tvåvingeart som beskrevs av Alexander 1949. Gonomyia trionyx ingår i släktet Gonomyia och familjen småharkrankar. Inga underarter finns listade i Catalogue of Life.